# Colonia Ayuí
Colonia Ayuí é um município da província de Entre Ríos, na Argentina.